# Moussa Maaskri
Moussa Maaskri est un acteur et scénariste franco-algérien, né le 15 novembre 1962 à Chelghoum Laïd.

## Biographie
Moussa Maaskri naît le 15 novembre 1962 à Chelghoum Laïd , peu après l’indépendance de l'Algérie. En 1967, avec sa mère, ses frères et sœurs, il rejoint son père venu travailler en France. Il grandit à Marseille, dans le quartier populaire des "Flamants". Doué pour le football, il se tourne finalement vers une carrière d'acteur. Il prend des cours de comédie et commence à jouer sur scène, notamment à La Criée, dans des mises en scène de Marcel Maréchal. Ses débuts devant la caméra sont discrets : un rôle dans Mohamed Bertrand-Duval d'Alex Métayer en 1991, un téléfilm de Dominique Baron et un épisode de la série Navarro auprès de Roger Hanin, en 1993.
Il commence à se faire remarquer avec son rôle de dealer dans Bye Bye de Karim Dridi. En 1999, dans Mondialito de Nicolas Wadimoff, il interprète Georges, un pompiste qui accompagne une jeune fugueur pour assister à un match de la Coupe du monde de football à Marseille. Ils se lient d'amitié pendant leur voyage où ils font d’étonnantes rencontres. Ce film, qu’il a écrit avec le réalisateur, lui vaut le Prix du meilleur acteur, au Festival international du film de Tokyo.
C’est un habitué des rôles difficiles, de durs ou de mauvais garçons comme dans La Taule d'Alain Robak, Truands de Frédéric Schoendoerffer, Banlieue 13 : Ultimatum de Patrick Alessandrin, Ce que le jour doit à la nuit de Yasmina Khadra, L'Immortel de Richard Berry ou La French de Cédric Jimenez. Parlant aussi arabe, espagnol, anglais et italien, il apparaît dans des coproductions internationales comme Deux Frères de Jean-Jacques Annaud, Bruc, la légende de Daniel Benmayor, Intersections de David Marconi et Malavita de Luc Besson.
En 2020, Maaskri se présente aux élections municipales en tête de la liste de Martine Vassal (Les Républicains) dans les 15e et 16e arrondissements de Marseille.

## Filmographie

### Acteur

#### Longs métrages
- 1991 : Mohamed Bertrand-Duval d'Alex Métayer : Gino
- 1995 : Bye Bye de Karim Dridi : Renard
- 1997 : Autre chose à foutre qu'aimer de Carole Giacobbi : Karim
- 1997 : Clandestins de Denis Chouinard et Nicolas Wadimoff : Walid
- 1998 : Hors jeu de Karim Dridi : Mouss
- 1999 : Mondialito de Nicolas Wadimoff : Georges/Ahmed
- 2000 : La Taule d'Alain Robak : Manouche
- 2001 : Vidocq de Pitof : Nimier
- 2001 : Requiem d'Hervé Renoh : Marcus
- 2002 : Entre chiens et loups d'Alexandre Arcady : Pierrot, le frère de Werner
- 2003 : Les Marins perdus de Claire Devers : Sergio
- 2003 : Gomez et Tavarès de Gilles Paquet-Brenner : Marco
- 2004 : Deux Frères de Jean-Jacques Annaud : Saladin
- 2004 : Nos amis les flics de Bob Swaim : Sauveur
- 2007 : Truands de Frédéric Schoendoerffer : Anton
- 2007 : Scorpion de Julien Seri : Lieutenant De Boers
- 2008 : MR 73 d'Olivier Marchal : Ringwald
- 2008 : Les Insoumis de Claude-Michel Rome : Manu
- 2008 : Secret défense de Philippe Haïm : Slim
- 2008 : Pour elle de Fred Cavayé : Martial
- 2009 : Banlieue 13 : Ultimatum de Patrick Alessandrin : l'homme de main de Roland
- 2010 : Bruc, la légende (Bruc, el desafío) de Daniel Benmayor (ca) : Attab
- 2010 : L'Immortel de Richard Berry : Karim
- 2010 : Tête de turc de Pascal Elbé : Irfan
- 2010 : Les Aventures extraordinaires d'Adèle Blanc-Sec de Luc Besson : Akbar
- 2010 : Comme les cinq doigts de la main d'Alexandre Arcady : Samy Boban
- 2010 : À bout portant de Fred Cavayé : Capitaine Vogel
- 2010 : Plan B de Kamel Saleh : Ange
- 2011 : La Mer à boire de Jacques Maillot : Hassan
- 2012 : Jungle Jihad de Nadir Ioulain : la Nervosité
- 2012 : Chercher le garçon de Dorothée Sebbagh : Samir
- 2012 : Ce que le jour doit à la nuit d'Alexandre Arcady : Krimo
- 2013 : Un prince (presque) charmant de Philippe Lellouche : Samos
- 2013 : Intersections de David Marconi : Omar
- 2013 : Vive la France de Michaël Youn : Adadat Ouèchmagül
- 2013 : La Dernière Recrue de Luc Murat : Ben Fischer
- 2013 : Malavita de Luc Besson : Mourad Benkassem
- 2014 : El Niño de Daniel Monzón : Rachid
- 2014 : La French de Cédric Jimenez : Franky Manzoni
- 2015 : La Fille du patron d'Olivier Loustau : Azoug
- 2015 : Achoura de Talal Selhami : le gardien
- 2016 : Corniche Kennedy de Dominique Cabrera : Gianni
- 2016 : Cigarettes et Chocolat chaud de Sophie Reine : le collègue de Séverine
- 2017 : Overdrive de Antonio Negret : Panahi
- 2017 : L'Ascension de Ludovic Bernard : Nassir
- 2017 : Submergence de Wim Wenders : le chauffeur de taxi
- 2017 : Carbone d'Olivier Marchal : Kamel Dafri
- 2018 : Brillantissime de Michèle Laroque : Caissier sex-shop
- 2018 : Le Crime des anges de Bania Medjbar : "Beaux-yeux"
- 2018 : Taxi 5 de Franck Gastambide : Lopez
- 2018 : Vaurien de Mehdi Senoussi : Martin
- 2020 : Mon fils Malik de Thitia Marquez : Samir
- 2020 : Bronx d'Olivier Marchal : Mario Costa
- 2021 : Stillwater de Tom McCarthy : Dirosa
- 2022 : Les Folies fermières de Jean-Pierre Améris : Houari
- 2022 : Les SEGPA de Hakim et Ali Bougheraba : Nordine
- 2023 : Le Petit Blond de la Casbah d'Alexandre Arcady : Hadi
- 2023 : Les SEGPA au ski de Hakim et Ali Bougheraba : Nordine
- 2024 : Les Infaillibles de Frédéric Forestier : Amar Samani
- 2024 : Challenger de Varante Soudjian : Reda Roussel
- 2024 : Sous écrous d'Hakim Bougheraba : Leonetti
- 2025 : Les Condés de Nordine Salhi et Ryad Luc Montel : Le commissaire

#### Courts métrages
- 1995 : Joséphine et les gitans de Vincent Ravalec
- 1997 : Les jeux sont faits ! de Bernard Rosselli
- 2003 : Quand le vent tisse les fleurs de Bania Medjbar : Mouss
- 2003 : Holden se blinde de Nicolas Koretzky
- 2004 : Boueux de Christophe Cheysson
- 2009 : Dogfight de Antoine Elizabé : Saïd Zannouda
- 2010 : Domino(S) de Charles Poupot : Karim
- 2010 : Bittersweet Symphony de Jordi Avalos : Yevgeni Kirchoff
- 2010 : La fille de l'homme de Manuel Schapira : le patron du bar
- 2013 : Sur un fil de Nicolas Lugli : Amar Sheroune
- 2013 : Face à la mer d’Olivier Loustau : Brahim
- 2014 : 60 jours de Nicolas Lopez : le père
- 2015 : Verset criminel de Nicolas Lopez et Sylvain Pelissier
- 2015 : Confession de Julien Colonna : l'homme
- 2019 : Le sang appelle le sang de Soso Maness : Kamel

### Scénariste
- 1999 : Mondialito de Nicolas Wadimoff

### Télévision

#### Séries télévisées
- 1993 : Navarro, épisode L’étoffe de Navarro de Patrick Jamain : Michel Meuret
- 2006 : Mafiosa, le clan, saison 1, épisodes 7 et 8, de Louis Choquette : Suleiman
- 2008 : Sur le fil, 4 épisodes : Paco
  - 2008 : Revanche de Bruno Garcia
  - 2008 : Le pianiste de Bruno Garcia
  - 2008 : William de Bruno Garcia
  - 2008 : Père et fils de Frédéric Berthe
- 2009 : Fais pas ci, fais pas ça, 2 épisodes de Pascal Chaumeil : le commissaire
  - 2009 : Le temps des épreuves
  - 2009 : Ah ! La belle vie
- 2009 : Enquêtes réservées, épisode Dernière demeure de Benoît d'Aubert : Lasalle
- 2009 : Braquo, épisode La ligne jaune d’Olivier Marchal : Teddy Hoffman
- 2010 : 10 de Jean-Laurent Chautems : Eldin
- 2012 : Pascal Baurain, saison 1, épisode 2 et 4, de Louis-Pascal Couvelaire : Paco
- 2012 : No Limit, saison 1, épisodes 1 et 2, de Didier Le Pêcheur : Serge Vittelli
- 2014 : Le Transporteur, épisode We Go Back d'Érik Canuel : Général Dekma/Burn Face
- 2015 : La FRAT de Shaun Severi : Hakim
- 2014-2016 : Les Déguns,Karim Jebli et Nordine Salhi : le policier ripoux
- 2015 : Panthers, 6 épisodes de Johan Renck : Oman
- 2015 : Falco, épisode Chaos, première partie de Julius Berg : Abdel Dafri
- 2015 : Marsiglia de Marcantonio Vinciguerra
- 2016 : Les Segpa, d'Ichem Boogy et Sylvain Bei : Nordine
- 2016 : L'Ghoul, 9 épisodes : Jafaar
- 2017 : Force et Honneur de Lacrim
- 2017 : Le Tueur du lac de Jérôme Cornuau : Yacine
- 2018 : Ben d'Akim Isker : Albert
- 2020 : Alex Hugo, Le prix de la liberté : Tiago
- 2022 : Léo Mattéï, Brigade des mineurs, épisode Un petit ange gardien : Fabio Perez
- 2022 : Les Rivières pourpres : Monfort (saison 4, épisode 5 et 6)
- 2022 : Miskina, la pauvre : Kader
- 2023 : Cœurs noirs : Zaïd, émir de Daech
- 2023 : Pax Massilia d'Olivier Marchal : Tarek Hamadi
- 2024 : Furies de Jean-Yves Arnaud et Yoann Legave : Fehim

#### Clips
- 2011 : Inch'Allah de Grand Corps Malade
- 2013 : Crise de nerfs de Psy 4 de la rime
- 2015 : Crazy de Melissa Perricone réalisé par Kim Pinot-Kazuyah
- 2015 : Bando de Dosseh
- 2015 : Poutine de Lacrim
- 2016 : Mon bijou de Jul
- 2017 : Colonel Carrillo de Lacrim
- 2017 : Insomnia de YL
- 2017 : Dozo de Kaaris

## Théâtre
- 1991 : La Paix d'Aristophane, mis en scène Marcel Maréchal, au Théâtre La Criée de Marseille
- 1991 : Les paravents de Jean Genet, mis en scène Marcel Maréchal, au Théâtre La Criée de Marseille
- 1992 : Filumena Marturano d’Eduardo de Filippo, mis en scène Marcel Maréchal, au Théâtre La Criée de Marseille
- 1995 : Falstafe de Valère Novarina, d’après Shakespeare, mis en scène Marcel Maréchal, au Théâtre La Criée de Marseille
- 1997 : Les Côtelettes de Bertrand Blier, mis en scène Bernard Murat, au théâtre de la Porte-Saint-Martin
- 2018 : Zorba d'après Nikos Kazantzakis, mise en scène Éric Bouvron, théâtre Actuel (Festival off d'Avignon)

## Distinctions
- 2000 : Prix du meilleur acteur au Festival international du film de Tokyo, pour Mondialito de Nicolas Wadimoff
- 2015 : Prix du meilleur acteur au Festival du film de Los Angeles, pour Sur un fil de Nicolas Lugli